# أولاد عزيزة (لحضارة بوعلاتيين)
أولاد عزيزة هو دُوَّار يقع بجماعة أركمان، إقليم الناظور، جهة الشرق في المملكة المغربية. ينتمي الدوّار لمشيخة لحضارة بوعلاتيين التي تضم 10 دواوير. يقدر عدد سكانه بـ 95 نسمة حسب الإحصاء الرسمي للسكان والسكنى لسنة 2004.

## روابط خارجية
- البوابة الوطنية للجماعات الترابية
- المندوبية السامية للتخطيط